# تدجموت
تدجموت (انگلیسی: Tadjemout) یک شهرک در استان الاغواط کشور الجزایر است.